# Миннедоса (водохранилище)
Миннедоса (англ. Minnedosa Lake) — водохранилище в канадской провинции Манитоба, находящееся около одноимённого города. Наполнено в период между 1910 и 1912 годами для работы гидроэлектрической плотины. Сейчас это популярное место отдыха, используемое для купания и плавания на лодке. Миннедоса считается одним из наилучших мест для проведения соревнований по гребле в Канаде. В частности, здесь проводились Панамериканские игры 1999 года. Наполнено рекой Литл-Саскачеван. Площадь поверхности — 0,94 км². Объём воды — 2,120,000 м³. Высота над уровнем моря — 1681 м.

## История
Проект плотины был утверждён правительством Канады в декабре 1907 года. Строительство велось с задержками и было завершено в 1912-м. Миннедоса стала второй общиной Манитобы, генерировавшей свою собственную гидроэлектроэнергию. Первоначально завод, производивший энергию, находился в частном владении, но в 1920-м был передан в собственность комиссии Manitoba Hydro. Гидроэлектростанция снабжала окрестности энергией до 1933 года. Водохранилище использовали как источник пресной воды, а также для отдыха и для обеспечения энергией железных дорог Canadian Pacific Railway. 4 мая 1948 года произошла поломка в водосбросе станции, и в результате произошло наводнение, затопившее многие жилые дома и предприятия. Водосброс был починен только в 1950-м компанией PFRA.

## Галерея

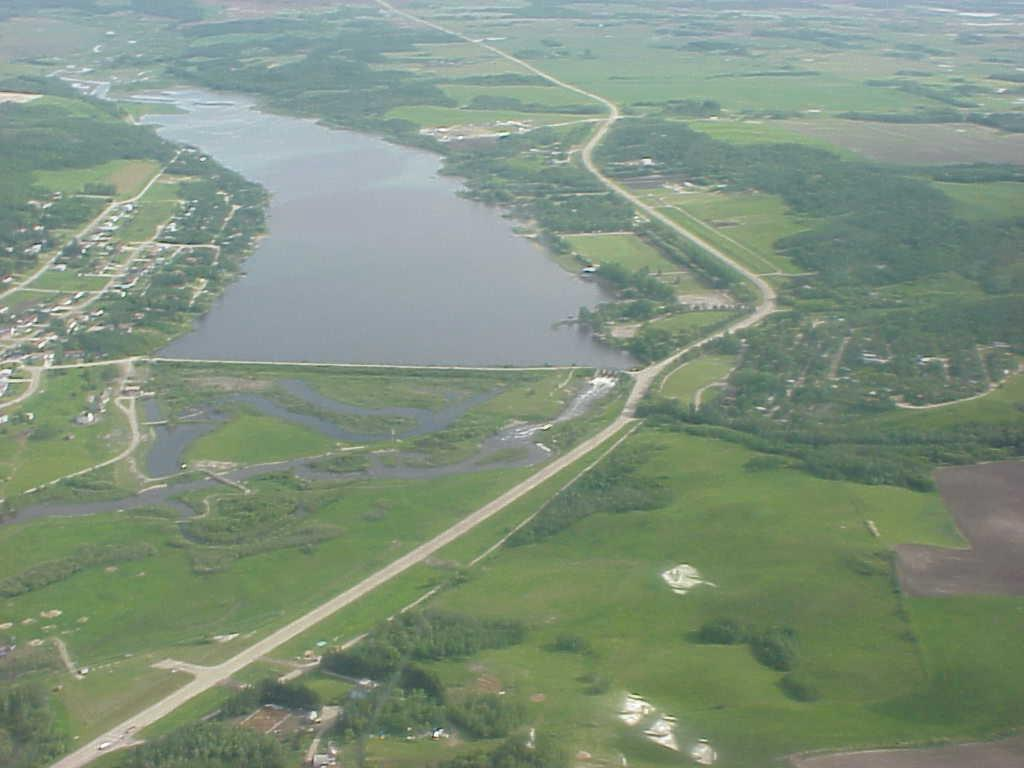
Вид сверху
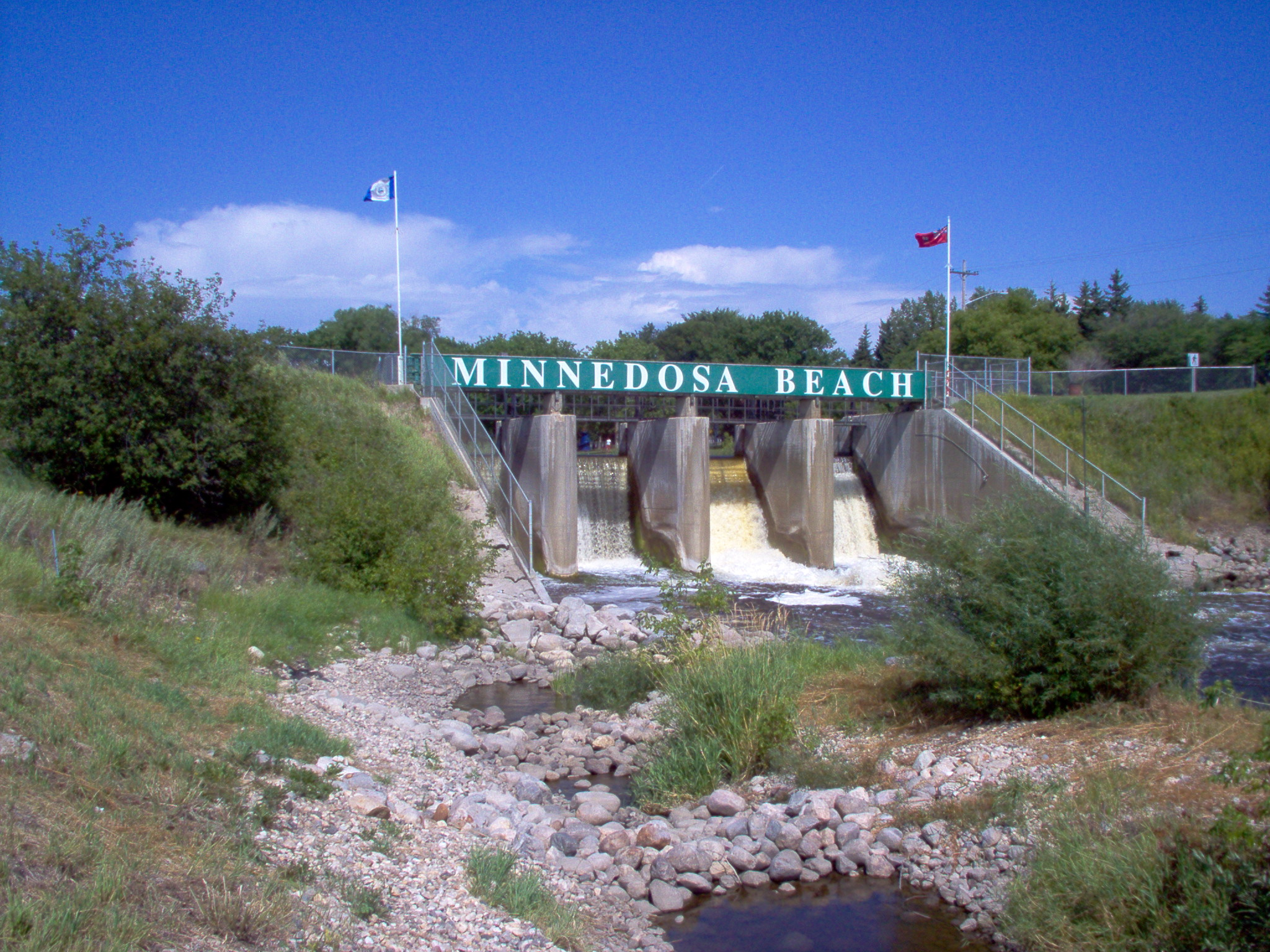
Гидроэлектростанция